# César Rodríguez González (empresario)
César Rodríguez González fue un empresario español, fue el fundador y primer presidente de El Corte Inglés. Hijo de un matrimonio de agricultores asturianos que tenían siete hijos, dos varones y cinco mujeres, nace el 2 de enero de 1882 en la aldea de Llantrales perteneciente a la parroquia de La Mata, en el concejo de Grado (Asturias).
Con sólo 14 años, en 1896, embarca en el puerto de Santander (Cantabria) como emigrante a Cuba, con otros quince paisanos de su parroquia, siguiendo los pasos de su hermano Feliciano que había emigrado años antes. Tras varios días de travesía llega a La Habana dónde comienza a trabajar en una bodega como camarero y posteriormente en una cantina para llevar las comidas a domicilio.
A los seis meses de su estancia en La Habana consigue trabajo como recadero en una tienda de tejidos denominada La Casa Blanca propiedad de uno de los muchos asturianos emigrantes de la época. En esta recibe un pequeño sueldo al tiempo que manutención y alojamiento junto con el aprendizaje del negocio que se realizaba de forma totalmente autodidacta.
En 1900 el propietario de los Almacenes Caso y Compañía, que se dedicaba al comercio mayorista de telas, viendo su disposición le ofrece el puesto de dependiente y un año después le contratan en los Almacenes El Encanto.
Es en los Almacenes El Encanto donde su trabajo y visión de los negocios le hacen llegar al puesto de gerente en 1906, puesto desde el que contrata a su primo Pepín Fernández, al que trae desde México en 1910, y a su sobrino Ramón Areces que llega a Cuba desde Asturias en 1920.
Como gerente de los Almacenes El Encanto introduce muchas técnicas aprendidas en los viajes que realiza a Nueva York para la adquisición de mercancía y amasa una fortuna por la participación que obtiene de los beneficios del negocio. Cómo era práctica habitual en Cuba a los empleados a los que se les quería mantener se les otorgaba el status de interesados lo que significaba que se le asignaba una paga anual acorde con los beneficios del negocio. Este bono no se le daba directamente al empleado sino que se realizaba mediante un apunte en cuenta con lo que el empleado no obtenía el dinero hasta que dejaba la empresa. Mientras tanto el dinero así obtenido se reinvertía por la empresa ofreciendo un interés sustancioso al empleado a la vez que la permitía autofinanciarse.
Don Cesáreo, como era conocido en su época de gerente de los Almacenes El Encanto, decidió abandonar estos en 1929 lo que además de suponer un problema de tesorería para la empresa, que tuvo que desembolsar un millón y medio de pesos como bono acumulado por César Rodríguez, le permitió no verse afectado por el crack bursátil de ese año, que si afectó en cierta medida a la empresa por las inversiones que había realizado.
Con el dinero obtenido invierte en la compra de varios inmuebles en La Habana y funda en 1938 Los Almacenes Ultra en esa ciudad. También se introduce en el sector financiero mediante la adquisición de una participación del Banco de Comercio en Cuba y participa en la fundación del Banco Hispano Americano en España. Además de lo anterior aportó capital para la fundación de Sederías Carretas por parte de Pepín Fernández en 1934 una vez retornado este último a Madrid, y ayudó a Ramón Areces en 1935 a satisfacer el traspaso de la pequeña tienda de El Corte Inglés y a constituir la anterior como Sociedad Limitada en 1940 siendo el accionista mayoritario y el primer Presidente de la sociedad. También participa en 1949 en la fundación de Induyco para suministrar a El Corte Inglés de la mercancía necesaria ante la carencia de productos existente en la posguerra y en 1952 vuelve a invertir en Madrid mediante la compra de los inmuebles aledaños a El Corte Inglés y el desembolso del capital necesario para su conversión a sociedad anónima. Poco a poco fue incorporando a sobrino-nietos al negocio familiar. 
La Revolución cubana tampoco le pilla por sorpresa y es capaz de salvar gran parte de su fortuna, estableciéndose definitivamente en Madrid en 1960 y dedicando desde entonces ésta a dotar de capital a El Corte Inglés para su ampliación que se materializaría dos años después con la segunda apertura en Barcelona.
César Rodríguez muere sin descendencia en Madrid en 1966 repartiendo su patrimonio, incluyendo su participación mayoritaria en El Corte Inglés, entre sus sobrino-nietos y su sobrino Ramón Areces.